# Henriette Kjær
Henriette Kjær (født 3. maj 1966 i Elsted ved Aarhus), er en dansk kommunikationsrådgiver og tidligere politiker, som repræsenterede Konservative i Folketinget fra 1994 til 2011; fra 2001 til 2005 var hun tillige minister.
Hun trak sig tilbage, da en række skandaler omkring hendes samlever Erik Skov Pedersen kom frem. 

## Baggrund
Henriette Kjær blev født i 1966 i Elsted som datter af journalist Flemming Anton Kjær og husmoder Karen Nielsen. I 1982 afsluttede hun 9. klasse på Brobjerg Skolen, Aarhus i 1982 og blev 1985 matematisk-samfundsfaglig student fra Viby Amtsgymnasium. Fra 1986 til 1987 arbejdede hun som chauffør ved kurerfirmaet Budstikken. Fra 1988 havde Kjær forskellige stillinger på dagbladet Jyllands-Posten, senest i avisens arkiv og bibliotek. I 1993 begyndte hun som bibliotekarstuderende ved Biblioteksskolen i Aalborg, men afbrød studierne allerede i 1994, da hun blev valgt til Folketinget.
Henriette Kjær har gennem en årrække boet med sin samlever den tidligere spindoktor, pressechef for Det Konservative Folkeparti og  forretningsmand Erik Skov Pedersen. Sammen har de to sønner født i 1996 og 1999.
De ejede en større villa i Hellerup men solgte den i 2011.

## Politisk karriere
Fra  1983 til 1986 var Henriette Kjær formand for KU i Aarhus og fra 1985 til 1986 medlem af KU's forretningsudvalg.
I 1988 blev hun partiets kandidat i Aarhus Nordkredsen, i 1991 kandidat Skanderborgkredsen og i 1992 i Aarhus Østkredsen. 
Denne kreds havde hun frem til 2007. 
Den 21. september 1994 blev hun konservativt folketingsmedlem for Århus Amtskreds.
Hun blev valgt ind samtidig med to andre unge konservative kvinder, Lene Espersen og Gitte Seeberg, — en trio der gik under øgenavnet Kylle, Pylle og Rylle. 
Efter Folketingsvalget i 2007 blev hun valgt ind som kandidat i Østjyllands Storkreds.
I Folketinget bestred Kjær en række ordførerskaber: Som forskningsordfører 1994-1995, it- og sundhedsordfører 1995-2001, miljøordfører 1998-2001, trafikordfører 2005–2011, kulturordfører 2007-2009 og politisk ordfører 2008-2011.
Hun var formand for den Konservative Folkepartis folketingsgruppe 2008-2011.
Kjær blev socialminister og minister for ligestilling den 27. november 2001. Hun fortsatte på disse poster frem til den 2. august 2004 da hun blev Minister for familie- og forbrugeranliggender; en post hun holdt frem til den 16. februar 2005.
Den 16. februar 2005 gik hun af som minister efter at TV 2 Nyhederne afslørede, at hun i oktober og december 2004 var dømt for manglende betaling.
Henriette Kjær opgav den 25. januar 2011 posterne som politisk ordfører og formand for den konservative folketingsgruppe efter en række avisartikler om uorden i hendes og hendes samlevers privatøkonomi, og kort tid efter kom det frem, at Kjærs samlever, Erik Skov Pedersen, var sigtet i en sag om bedrageri og dokumentfalsk. I 2012 blev han ved Østre Landsret idømt tre års fængsel for disse forhold.
Det er den generelle opfattelse, at Erik Skov Pedersen er skyld i Henriette Kjærs exit i dansk politik. Til trods herfor er Kjær stadig sammen med Pedersen. Efter at parret måtte opgive villaen i Hellerup er de flyttet til en lejebolig i Charlottenlund.

## Senere karriere
Efter Kjærs afgang fra den politiske scene begyndte hun i sommeren 2012 som lobbyist og kommunikationsmedarbejder hos Ehrenberg Kommunikation i København.
Siden 2020 arbejder Henriette Kjær som Chef for ITDs politiske afdeling. 

## Tillidserhverv og udmærkelser
I 2003 blev Henriette Kjær udnævnt som en af Morgendagens Globale Ledere (Young Global Leaders) af World Economic Forum.
Samme år blev hun Kommandør af Dannebrogordenen.
Hun var medlem af Naturklagenævnet fra 2000 til 2001.